# عباس ایروانی

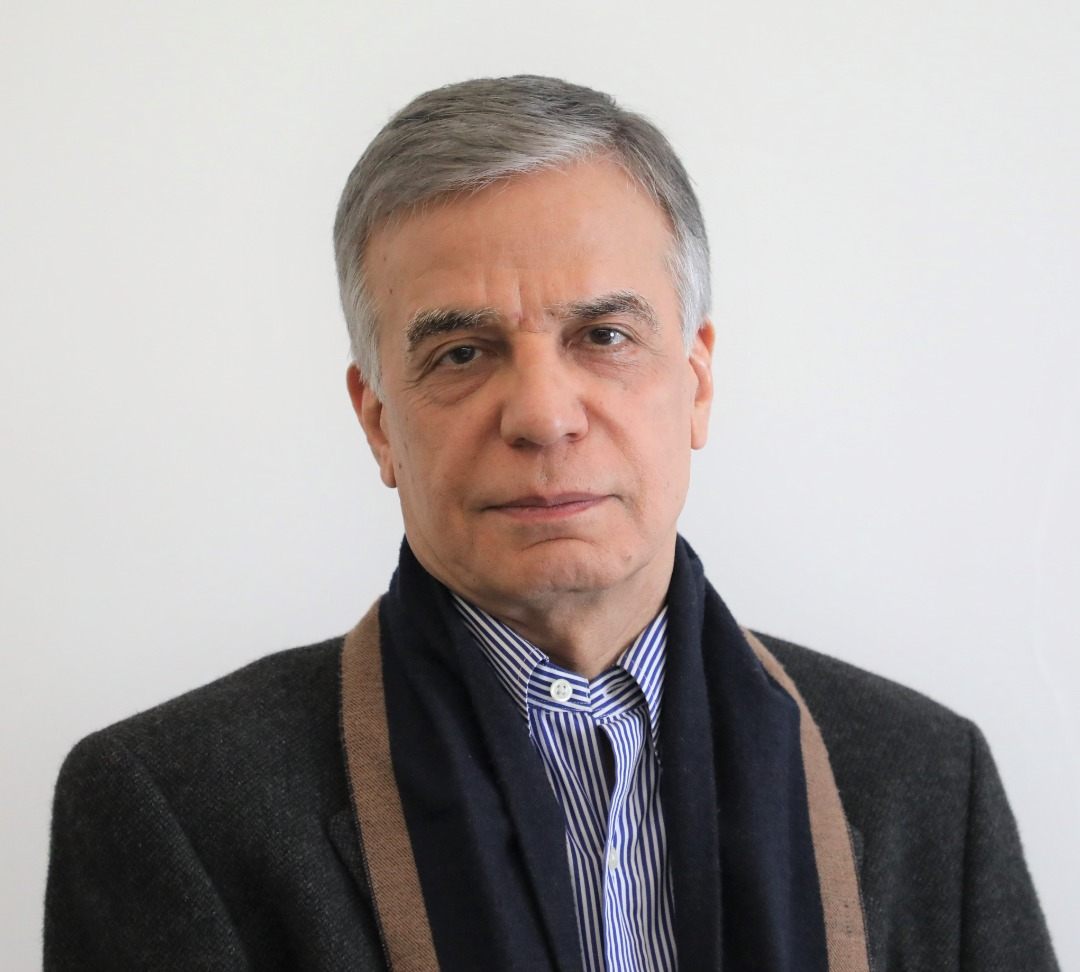
عباس ایروانی، متهم به رانت‌خواری در صنعت خودرو

عباس ایروانی (زادهٔ ۱۳۳۵ در تهران)، یک فعال اقتصادی اهل ایران و متهم به رانت‌خواری در صنعت خودروسازی است. از او به عنوان یکی از رانت‌خواران بزرگ در ایران یاد می‌شود.

## عملکرد اقتصادی
عباس ایروانی دارای مدرک تحصیلی دیپلم می باشد. او پس از انقلاب ۱۳۵۷ به بازار آهن و یراق وارد شد و در زمان جنگ به تولید قطعات موتورسیکلت پرداخت. مدتی بعد نمایندگی پیستون کالمن آلمان را گرفت و با خریدن کارخانه پیستون‌ سازی تبریز از دولت، کسب و کارش را توسعه داد.
در سال ۱۳۷۶ گروه قطعه‌سازی به نام گروه قطعات خودرو عظام را پایه‌گذاری کرد که یکی از مهم‌ترین تولیدکنندگان قطعات خودرو در ایران محسوب می‌شود. در زیرمجموعه این گروه ۱۲ شرکت بزرگ تولیدی وجود دارد که به‌طور عمده در استان‌های تهران، آذربایجان شرقی، گیلان، البرز ( کرج ) و اصفهان مستقر شده‌اند و بخش مهمی از قطعات مورد نیاز ایران خودرو و سایپا را تولید می‌کنند. به گفته عباس ایروانی در تابستان ۹۸، حدود ۴۰۰۰ نفر به‌صورت مستقیم و ۲۲۰۰۰ نفر غیرمستقیم در گروه قطعات خودرو عظام اشتغال داشته‌اند. از تولیدات شرکت‌های زیرمجموعهٔ عظام می‌توان به کوئل احتراقی اشاره کرد که خط تولید آن با ظرفیت تولید ۲ میلیون قطعه در سال، در شهریور ۱۳۹۸ راه‌اندازی شد.

## ارتباط با ارکان و چهره‌های جمهوری اسلامی
انتشار تصاویر عباس ایروانی در افتتاح پروژه‌ها و برنامه‌های اقتصادی و دیدارهای خصوصی در کنار بسیاری از چهره‌های نظام جمهوری اسلامی ایران مانند اکبر هاشمی رفسنجانی، محمد شریعتمداری، حسین دهقان، علی جنتی، صادق خرازی، محمود واعظی، محمود علوی، محمدباقر قالیباف و محمدرضا نعمت‌زاده، نشان‌دهندهٔ مراودات نزدیک و پیوستهٔ ایروانی با مدیران دولتی بوده است.
عباس ایروانی همچنین مدیر موسسه‌های «حضرت فاطمه»، «موسسهٔ خیریهٔ عصر نور» و موسسهٔ «متوسلین به امام رضا» بوده و در مراسم مذهبی و خیریه حضور بسیار فعالی داشته است. علی جنتی، وزیر ارشاد سابق و زهرا سادات مشیر (همسر محمدباقر قالیباف) از جمله چهره‌هایی بودند که در موسسه‌های خیریه و مذهبی عباس ایروانی عضویت داشته‌اند.
ایروانی در زمینهٔ اسناد خطی و آثار هنری هم فعال بوده است. ایروانی در وب‌سایت شخصی خودش نوشته است که «قرآن‌های خطی و بسیار ارزشمندی» را مرمت و در آلمان چاپ کرده و آیت‌الله خامنه‌ای، رهبر جمهوری اسلامی، نیز این قرآن‌ها را دیده است. رسانه‌ها تصویری از ایروانی و صادق خرازی که در زمینهٔ جمع‌آوری اسناد خطی و اشیاء عتیقه فعالیت دارد نیز منتشر کردند که این دو در حال نشان دادن دو نسخهٔ قرآن به اکبر هاشمی رفسنجانی هستند. صادق خرازی بخشی از فعالیت‌های خود در این زمینه را بنیاد «عظام هنر» پیگیری می‌کند و عباس ایروانی شریک او در این بنیاد است.
آقای ایروانی همچنین نوشته است که بنا به توصیهٔ قاسم سلیمانی، فرماندهٔ نیروی قدس سپاه پاسداران، طرح‌هایی در زمینهٔ بازسازی مراکز مذهبی در عراق انجام داده و برای ۱۸،۰۰۰ نفر از کودکان یتیم در عراق هم کمک‌های معیشتی و غذایی می‌فرستد.
ایروانی قصد بهره‌برداری از یک پروژهٔ بزرگ شهربازی به نام «هزار و یک‌ شهر» را داشت که قرار بود بزرگ‌ترین شهربازی خاورمیانه باشد و به گفتهٔ ایروانی «یک دیزنی‌لند منطبق بر فرهنگ ایرانی-اسلامی» است. این مجموعه از سال ۱۳۸۵ با مشارکت شهرداری تهران آغاز شد اما به دلیل مشکلاتی که ارتش جمهوری اسلامی در زمینهٔ مالکیت زمین‌ها داشت، نیمه‌کاره رها شده است.
به ادعای عباس ایروانی، او فعالیت‌هایی همچون مرمت خانهٔ عامری‌ها در کاشان، کاروانسرای وکیل کرمان و همکاری در ساخت ضریح حسین بن علی داشته‌است. او همچنین مدعی همکاری با مجید سمیعی در راه‌اندازی مرکز تحقیقات و نوآوری مغز و اعصاب و خرید زمینی در منطقهٔ ۲۲ تهران به مبلغ ۱۱ میلیارد تومان برای تأسیس این مرکز شده‌است.

## پروندهٔ فساد مالی
در ۱۰ مهر ۱۳۹۸ نخستین جلسه رسیدگی به پروندهٔ تخلف مالی عباس ایروانی همراه با ۲ تن از مدیران شرکت عظام و ۴ نفر از کارمندان گمرک، در شعبهٔ ۴ دادگاه ویژهٔ جرائم مفاسد اقتصادی به ریاست ابوالقاسم صلواتی برگزار شد. نماینده دادستان تهران اعلام کرد که ایروانی، در مقام مدیر «گروه قطعات خودرو عظام»، با «اخلال در نظام اقتصادی کشور»، «تشکیل باند قاچاق قطعات خودرو» و پرداخت رشوه به کارمندان گمرک، مرتکب افساد فی الارض شده است. نمایندهٔ دادستان گفت که ایروانی با کمک شبکهٔ زیرنظرش، ۷۶۴ میلیون دلار «قاچاق سازمان‌یافته و حرفه‌ای قطعات خودرو» انجام داده است که با نرخ دلار ۱۱۴۰۰ تومان، مبلغ اتهام طرح‌شده علیه آقای ایروانی بیش از ۸۷۰۰ میلیارد تومان بود. ایروانی در این پرونده متهم به تبانی با مدیران بانکی و «اخلال عمده در نظام اقتصادی از طریق دریافت اموال و وجوه نامشروع و غیرقانونی» شده بود. نمایندهٔ دادستان در این جلسه، ایروانی را «یکی از پرنفوذترین فعالان اقتصادی» معرفی کرد و گفت «معوقات بانکی وی بیش از سه‌هزار میلیارد تومان» است و ایروانی «مغز متفکر عملیات» خروج ارز از کشور بوده است. به گفتهٔ این مقام، ایروانی با «اقدامات سازمان‌یافته» برای «غارت و چپاول ارز در زمان تحریم‌ها» تلاش کرده و در ۱۰ سال گذشته، چهارهزار میلیارد تومان به بیت‌المال دست‌اندازی کرده و بیش از ۴۰۰ میلیون تومان رشوه پرداخت کرده است. طبق گفتهٔ نمایندهٔ دادستان، ایروانی در یک مورد به محمود خاوری، مدیرعامل پیشین بانک ملی ایران، رشوه پرداخت کرده است.
یکی دیگر از اتهامات عباس ایروانی تأسیس دو شرکت در چین و آلمان و دریافت ۲ درصد کارمزد در قبال تبادلات مالی بین این دو شرکت عنوان شد. ایروانی در پاسخ این اتهام گفت که این کار در دورهٔ تحریم‌ها انجام شده و مدعی شد که برای دور زدن تحریم‌ها «چه رشادت‌ها که نکرده‌است». ایروانی همچنین بدون اشاره به جزئیات اعلام کرد که نهادهای امنیتی او را متهم کرده‌اند در کامپیوتر خودروی مسئولان «ابزار جاسوسی قرار می‌داده است.»
در جلسهٔ دوم دادگاه، ایروانی با رد اتهامات وارده گفت شاکی او در واقع سازمان اطلاعات سپاه است.
همزمان با برگزاری جلسه‌های دادگاه متن دفاعیات عباس ایروانی، در وب سایت شخصی او منتشر شد. در زمان برگزاری دادگاه، تعدادی از پرسنل گروه عظام، در حمایت از ایروانی، طوماری خطاب به رئیس قوه قضائیه را امضا کردند.
در آبان ۱۳۹۸، مسعود شاه‌محمدی (نمایندهٔ دادستان در پروندهٔ رسیدگی به اتهامات گروه عظام) گفت که برخلاف ادعای ایروانی، او به بهانهٔ تولید از بانک وام می‌گرفته و با آن پول از چین، قطعات خودرو وارد می‌کرده‌است. شاه‌محمدی تصریح کرد که «ایروانی تعداد محدودی کارگاه تولیدی داشته و فعالیت این کارگاه‌ها مونتاژ و سرهم‌بندی قطعات وارداتی بوده‌ است». چند روز بعد ایروانی در رد گفته‌های نمایندهٔ دادستان، جوابیه‌ای منتشر کرد.
در دی ۱۳۹۸، شهاب‌الدین بی‌مقدار نمایندهٔ مردم تبریز در مجلس از نحوهٔ برخورد با عباس ایروانی و تأثیر آن روی صنعت خودرو ابراز نگرانی کرد و آن را موجب هراس سرمایه گذاران دانست.
در جلسهٔ دادگاه مورخ ۸ تیر ۱۳۹۹،  قاضی ابوالقاسم صلواتی بدون ارائه جزئیات گفت که عنوان اولین اتهام عباس ایروانی، از «افساد فی‌الارض» به «اخلال عمده در نظام اقتصادی کشور» تغییر یافته است. صلواتی هیچ اشاره‌ای به علت این تغییر اتهام نکرد و تنها از ماده ۲۸۰ قانون آیین دادرسی کیفری نام برد که بر اساس آن، «عنوان اتهامی که در کیفرخواست ذکر می‌شود مانع از تعیین عنوان صحیح قانونی توسط دادگاه نیست». ایروانی در این جلسه گفت: «اینجانب از ریاست دادگاه که بنده را از اتهام افساد فی‌الارض مبرا داشتند کمال تشکر را دارم».
با وجود مختومه‌نشدن پروندهٔ ایروانی، او در بهمن ۱۳۹۹ با دعوت از علیرضا رزم‌حسینی (وزیر وقت صنعت، معدن و تجارت) و فرشاد مقیمی (مدیرعامل ایران خودرو)، خط‌تولید کامپیوتر خودرو (ECU) را در یکی از شرکت‌های زیرمجموعهٔ هلدینگ عظام افتتاح کرد و به بهره‌برداری رساند.
در حال حاضر عباس ایروانی به پرونده به اتهام اخلال عمده در نظام اقتصادی کشور با توسل به قاچاق سازمان یافته و حرفه‌ای قطعات خودرو به صورت عمده و کلان به میزان بیش از ۶۶۴ میلیون دلار و رهبری گروه مجرمانه سازمان یافته قاچاق قطعات خودرو به تحمل ۲۵ سال حبس و ضبط کلیه اموالی که متهم از طریق خلاف قانون به دست آورده، محکوم شده است و به اتهام معاونت در جعل اسناد به تحمل ۸ ماه حبس و جبران خسارت وارده، به اتهام معاونت در استفاده از اسناد مجعول به تحمل ۲ سال و ۱ ماه حبس، به اتهام معاونت در پرداخت رشوه به تحمل ۲ سال و ۱ ماه حبس و به اتهام مشارکت در فرار دادن حامد خاتمی‌پور به تحمل ۱ سال و ۱ ماه حبس محکوم کرده است.